# Carcinoide
Il termine carcinoide venne storicamente coniato dallo scienziato tedesco Siegfried Oberndorfer nel 1907 ("des Karzinoide des Dundarms" sulla rivista "Virchow Archiv") per definire una serie di tumori dell'intestino di minore aggressività clinica rispetto ai già noti carcinomi.
Il termine è stato sostituito nella classificazione WHO dal nome tumore neuroendocrino, anche se viene ancora utilizzato nella classificazione dell'OMS dei tumori neuroendocrini del polmone e del timo. Anche se impropriamente secondo i moderni criteri classificativi, il nome carcinoide viene spesso usato come sinonimo di tumore neuroendocrino.
I tumori neuroendocrini sono neoplasie a vario grado di differenziazione che originano dalle cellule del sistema neuroendocrino diffuso.
Sono delle neoplasie alquanto variabili nella storia naturale; alcuni istotipi hanno un accrescimento molto lento e silente dal punto di vista sintomatologico sino ad uno stadio avanzato, altri progrediscono più rapidamente dando subito una sintomatologia.
Alcune forme avanzate sono associate in presenza di metastasi epatiche diffuse alla sindrome da carcinoide, mentre i carcinoidi del distretto toracico possono associarsi a sindrome da carcinoide anche in assenza di metastasi epatiche, in quanto questi, non drenando nel circolo portale, non subiscono il metabolismo di primo passaggio. La sindrome da carcinoide tipica si caratterizza per i classici sintomi della diarrea e dell'eritema, arrossamento del volto e della regione sovratoracica dovuto a liberazione di alcuni prodotti di secrezione da parte del carcinoide. L'associazione con una sindrome clinica da ipersecrezione si ha complessivamente nel 30% dei casi. In assenza di sindrome da ipersecrezione la prima sintomatologia di presentazione è in genere conseguenza di fenomeni di ostruzione del tubo gastroenterico, causata da una intensa reazione desmoplastica, o delle vie bronchiali.

La diagnosi si basa su indagini biochimiche specifiche (marcatori neuroendocrini) e specifiche tecniche di immagine.